# Луций Эмилий Павел Македонский
Лу́ций Эми́лий Па́вел Македо́нский (лат. Lucius Aemilius Paulus Macedonicus; 229/228—160 годы до н. э.) — римский политик и военачальник из патрицианского рода Эмилиев Павлов, консул 182 и 168 годов до н. э. Начал свою политическую карьеру не позже 195 года до н. э. с должности квестора. В 192 году был курульным эдилом и был избран в состав коллегии авгуров, в 191 году занимал претуру и два последующих года был наместником Дальней Испании. В этой провинции победил лузитанов, а затем отправился в качестве легата на Восток. В 187 году до н. э. Луций Эмилий стал одним из инициаторов обвинения против Гнея Манлия Вульсона.
Во время первого консулата Павел успешно воевал с лигурами, за что был удостоен триумфа. В дальнейшем он отошёл от политики, посвятив себя семье. Но во время Третьей Македонской войны его снова избрали консулом как опытного полководца и направили на Балканы. Здесь Луций Эмилий одержал решающую победу при Пидне, после которой Македонское царство прекратило своё существование. За эти заслуги он был удостоен второго триумфа и агномена Македонский. Вершиной карьеры Луция Эмилия стала цензура 164 года до н. э.
Одним из сыновей Луция Эмилия был выдающийся полководец и политик Публий Корнелий Сципион Эмилиан. Поскольку из четырёх сыновей Павла до взрослых лет дожили только двое, перешедшие по усыновлению в другие семьи, Павел Македонский стал последним представителем этой ветви Эмилиев.

## Биография

### Происхождение
Луций Эмилий принадлежал к знатному патрицианскому роду Эмилиев, который античные авторы относили к самым старым семействам Рима. Одна из восемнадцати старейших триб получила своё название в честь этого рода. Его генеалогию возводили либо к Пифагору, либо ко второму царю Рима Нуме Помпилию (наряду с Пинариями, Помпониями и Кальпурниями), а одна из версий традиции, приводимая Плутархом, называет Эмилией дочь Энея и Лавинии, родившую от Марса Ромула — легендарного основателя Рима.
Представителей этого рода отличали, согласно Плутарху, «высокие нравственные качества, в которых они неустанно совершенствовались». В III веке до н. э. Эмилии регулярно получали консульство, и в историографии их называют применительно к этой эпохе ядром одной из «политических клик, стремившихся захватить всю власть целиком». Их политическими союзниками были Ливии, Сервилии, Папирии, Корнелии Сципионы, Ветурии, Лицинии.
Когномен Павел (Paullus) означает «невысокий». Дедом Луция был Марк Эмилий Павел, консул 255 года до н. э., сражавшийся с карфагенянами на море во время Первой Пунической войны; отцом — Луций Эмилий Павел, консул 219 и 216 годов до н. э., командовавший во Второй Иллирийской войне и погибший в битве при Каннах. В источниках упоминается также сестра Луция-младшего Эмилия Терция, ставшая женой Публия Корнелия Сципиона Африканского.
Существует предположение, что у Луция Эмилия был брат, усыновлённый Марком Ливием Салинатором и ставший предком Ливиев Друзов; правда, по другой версии Марк Ливий Эмилиан был сыном Мания Эмилия Нумиды из ветви Лепидов.

### Ранние годы и начало карьеры
Точная дата рождения Луция Эмилия неизвестна. Ситуацию осложняет тот факт, что первое избрание Павла консулом состоялось до принятия Закона Виллия, установившего возрастные пороги для отдельных магистратур. Марк Эмилий не мог родиться позже 215 года до н. э., поскольку его отец погиб 2 августа 216 года. Согласно Марку Туллию Цицерону, Луций Эмилий-младший дожил до старости, а в 168 году до н. э. ему было столько же лет, сколько участнику Первого триумвирата Марку Лицинию Крассу в конце 55 года до н. э. (то есть 59 или 60). Тит Ливий сообщает, что в 168 году до н. э. Павлу шёл седьмой десяток, а Плутарх — что на момент второго избрания консулом «годы его близились к шестидесяти». Исходя из всего этого, рождение Луция Эмилия датируют предположительно 229 или 228 годом до н. э. Таким образом, Павел был приблизительно на 8 лет младше Сципиона Африканского и был ровесником Тита Квинкция Фламинина; но его карьерный путь был намного более сложным, чем карьеры этих двух его современников.
Луцию Эмилию было 12 или 13 лет, когда его отец погиб в битве при Каннах. Юность Луция Эмилия пришлась на Вторую Пуническую войну; известно, что он трижды избирался военным трибуном, но точные даты отсутствуют. Первой ступенью в cursus honorum Павла стала квестура, упомянутая только в его элогии. Исследователи называют 195 год до н. э. как самую позднюю из возможных дат.
«Все свои обязанности он выполнял умело и тщательно, не отвлекаясь ничем посторонним, ничего не пропуская и не прибавляя вновь, но постоянно спорил с товарищами по должности даже из-за самых незначительных оплошностей и внушал им, что если иным и кажется, будто божество милостиво и легко прощает малые небрежения, то для государства такое легкомыслие и нерадивость опасны».
Плутарх сообщает, что начало карьеры Луция Эмилия не было традиционным для римского аристократа: Павел не выступал в судах с речами и не пытался заслужить любовь плебса с помощью «радушных приветствий и благосклонных рукопожатий». Первое надёжно датированное событие в биографии Луция Эмилия — работа в составе коллегии, занимавшейся выведением римской колонии в Кротон на юге Италии. Тит Ливий относит это к 194 году до н. э. Двумя другими триумвирами были претории (бывшие преторы) Гней Октавий и Гай Леторий. В 193 или 192 году до н. э. Павел был курульным эдилом, причём согласно Плутарху победил на выборах двенадцать других соискателей, «каждый из которых, как сообщают, был впоследствии консулом». Его коллегой стал сородич, Марк Эмилий Лепид. Двое Эмилиев осудили многих скотопромышленников (видимо, за злоупотребления арендованной общественной землёй) и на взысканные с них деньги украсили храм Юпитера позолоченными щитами; кроме того, по словам Ливия, «построили они и два портика: один за воротами Трёх Близнецов, присоединив к нему склады на Тибре, а другой — от Фонтинальских ворот к алтарю Марса, так, чтобы через него ходили на Марсово поле». Своей деятельностью против скотопромышленников Луций Эмилий мог задеть интересы многих представителей нобилитета; по мнению антиковеда Э. Флэга, отчасти именно с этим можно связать трудности в дальнейшей карьере.

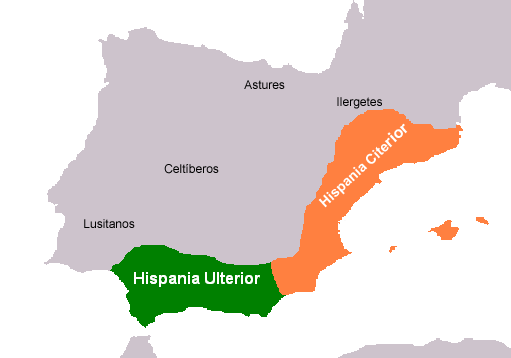
Деление Испании на Ближнюю и Дальнюю в 197 году до н. э.

К 192 году до н. э. исследователи относят вхождение Луция Эмилия в состав жреческой коллегии авгуров.
А в 191 году до н. э. Луций Эмилий стал претором, причём одним из его коллег снова был Марк Лепид. Сенат предоставил Павлу проконсульский империй и направил его в одну из недавно созданных западных провинций — Ближнюю Испанию, где началась война с племенем лузитанов. В сражении при Ликоне Павел потерпел тяжёлое поражение: его армия потеряла шесть тысяч человек убитыми и даже не смогла удержать лагерь. Известие об этом пришло в Рим приблизительно в те дни, когда там праздновал свой великолепный триумф Маний Ацилий Глабрион, и произвело особенно неприятное впечатление, поскольку на тот момент Лузитанская война считалась не слишком серьёзной. В результате репутации Луция Эмилия был нанесён чувствительный урон. Но в следующем году, после продления полномочий, Павел победил врага. Плутарх сообщает о капитуляции без боя 250 городов. Сохранился текст декрета Луция Эмилия, из которого следует, что солдаты провозгласили своего командира императором:

Луций Эмилий сын Луция, император, предписал, чтобы те рабы жителей Асты, которые проживают в крепости Ласкутане, были свободны. Он приказал, чтобы они владели той землёй и городом, которые принадлежат им сейчас, до тех пор, пока это будет угодно римскому народу и сенату. Издан [этот приказ] в лагере за 12 дней до календ февраля.
— CIL II,5041.
В итоге Луций Эмилий оказался наиболее успешным из римских полководцев на этом этапе лузитанских войн. Но его победы не стали решающими: лузитаны ещё очень долго сопротивлялись римскому натиску.

### Вульсон и братья Сципионы
Павел вернулся в Рим в 189 году до н. э. и вскоре отправился на Восток в составе комиссии из десяти легатов, куда входили также консуляры Квинт Минуций Руф, Луций Фурий Пурпурион, Квинт Минуций Терм. Задачей послов было заключить мир с Антиохом III, разгромленным братьями Сципионами, и организовать новый порядок в Малой Азии. Совместно с проконсулом Гнеем Манлием Вульсоном, который вёл в Азии войну с галатами, легаты заключили с царём мир в Апамее (лето 188 года до н. э.), в основном подтверждавший условия предварительного договора. Антиох был обязан вывести войска из Малой Азии, уничтожить почти весь флот, передать Риму всех боевых слонов и выплатить огромную контрибуцию (12 тысяч талантов за 12 лет). Корабли Селевкидской державы отныне не имели права заплывать к западу от мысов Каликадна и Сарпедона.

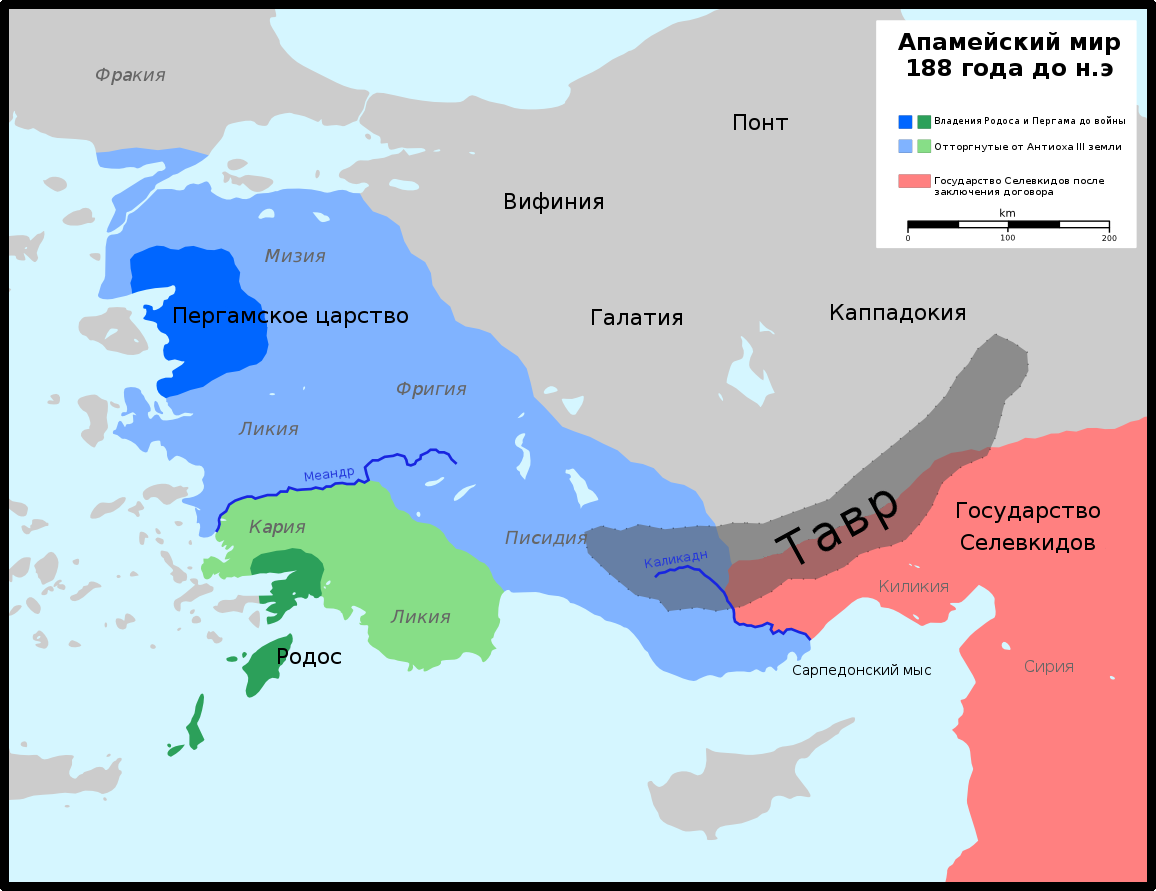
Территориальные уступки Антиоха по итогам Сирийской войны

Большую часть 188 года до н. э. легаты занимались совместно с Вульсоном установлением в регионе новых границ. В частности, Эвмен Пергамский получил все владения Антиоха в Европе, Мисию, Фригию, Лидию, Ионию, часть Карии, Ликии и Писидии; в результате Пергамское царство стало самой мощной державой Малой Азии. Родосу достались территории в Карии и Ликии.
Осенью 188 года до н. э. Марк Эмилий вместе с прочими легатами и армией Вульсона двинулся в обратный путь. Римляне переправились через Геллеспонт и прошли Фракию. Здесь им пришлось отбивать нападения местных племён, привлечённых слухами об огромной добыче, захваченной Вульсоном на Востоке; в одном из таких боёв погиб легат Квинт Минуций Терм. Когда римляне добрались до Аполлонии в Иллирии, уже начиналась зима, так что им пришлось расположиться здесь на зимние квартиры: переправа в Италию в это время года была сопряжена со слишком большим риском.
Следующей весной Вульсон и легаты высадились, наконец, в Брундизии и добрались по суше до Рима. В храме Беллоны проконсул отчитался перед сенатом о своих успехах и потребовал триумфа, но тут заявило свой протест большинство из десяти легатов, включая Луция Эмилия. Легаты обвинили Гнея Манлия в том, что он хотел захватить в плен Антиоха в нарушение заключённого ранее соглашения, начал войну с галатами без формального объявления и без разрешения сената, действовал в интересах Пергама, не смог организовать достойный отпор фракийцам на обратном пути. Источники приводят речи обеих сторон, в которых, по предположению Ф. Мюнцера, могут быть фрагменты реальных высказываний; в частности, речь о данном Вульсону определении «наёмный консул с римским войском».
Обвинителей Вульсона поддержал Марк Эмилий Лепид, который был одним из консулов этого года. Тем не менее Гней Манлий получил свой триумф, и это стало для Павла серьёзным политическим поражением. Вскоре начались процессы против братьев Сципионов, и в историографии особое внимание уделяется возможной связи между двумя громкими делами. В 187 году до н. э. народный трибун Квинт Петилий Спурин потребовал от Луция Сципиона Азиатского отчёта о 500 талантах, полученных от Антиоха в счёт контрибуции. По данным Ливия, именно это событие отвлекло всеобщее внимание от Вульсона и обеспечило ему разрешение на триумф. При этом Полибий пишет, что в требовании Квинта Петилия фигурировали 3 тысячи талантов, включая те 2500, которые царь передал Гнею Манлию. В той версии событий, которую изложил Валерий Анциат, легаты во время процесса Сципиона Азиатского потребовали расширения расследования, явно имея в виду деятельность Вульсона.
В связи с этим в историографии существует гипотеза о том, что сципионовские процессы начались именно с дела Гнея Манлия: легаты, увидев, что со своим первым обвинением не смогут добиться осуждения Вульсона, подняли тему «денег Антиоха». Поскольку пять шестых от спорной суммы были получены Гнеем Манлием, формально именно на него должна была лечь основная тяжесть обвинения. Но Марк Порций Катон использовал этот скандал, чтобы нанести удар по своему главному политическому противнику — Публию Корнелию Сципиону Африканскому, и последний заслонил собой Вульсона как для современников, так и для анналистов. Последние могли намеренно удалить Гнея Манлия из описания данного сюжета как явно менее интересную фигуру.
За обвинителями Вульсона мог стоять и сам Катон. Есть и альтернативная точка зрения, согласно которой Гней Манлий подвергся атаке со стороны «сципионовской партии», к которой принадлежал Луций Эмилий, шурин Сципиона Африканского; обвинения, предъявленные братьям Корнелиям, стали ответным ударом сената.

### Первое консульство
Следующей ступенью в карьере римского нобиля после претуры был консулат. Известно, что Луций Эмилий предпринял несколько неудачных попыток получить эту магистратуру. Рассказывая о выборах 185 года до н. э., Тит Ливий называет Павла «опытным соискателем, считавшим, что имеет тем большее право на консульство, что один раз ему уже было в нём отказано»; но дата первого соискательства остаётся неизвестной. Соперниками Марка Эмилия в 185 году стали ещё трое патрициев — Сервий Сульпиций Гальба, Квинт Фабий Лабеон и Публий Клавдий Пульхр. Кандидатов-плебеев было трое; при этом из семи соискателей только один, Пульхр, участвовал в консульских выборах впервые. Таким образом, уровень конкуренции был очень высоким. Луций Эмилий изначально не был фаворитом: победу прочили Лабеону. Но брат Публия Пульхра Аппий, будучи действующим консулом, обеспечил победу своему кандидату. Годом позже Луций Эмилий потерпел третье поражение на выборах — на этот раз от Лабеона. Только в 182 году до н. э. он стал, наконец, консулом; его коллегой был плебей Гней Бебий Тамфил.

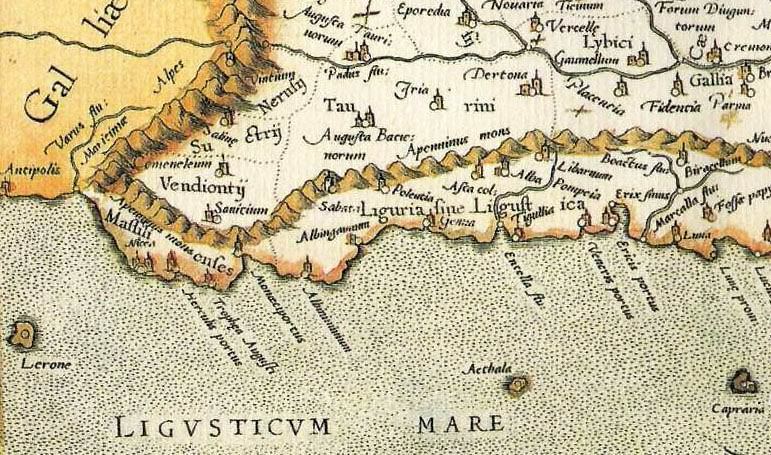
Древняя Лигурия между реками Вар и Магра

Провинцией для обоих консулов без жеребьёвки стала Лигурия. Их действия против местных племён были успешны, так что сенат назначил однодневное благодарственное молебствие. Известно, что две тысячи лигуров попытались было сдаться проконсулу Цизальпийской Галлии Марку Клавдию Марцеллу, но сенат приказал последнему передать это дело на рассмотрение консулам. Полномочия Павла и Тамфила были продлены и на следующий год. Уже в качестве проконсула Луций Эмилий вторгся в земли лигуров-ингаунов. Противник осадил его лагерь, но римляне совершили неожиданную вылазку и одержали победу, после которой всё племя сдалось. По возвращении в Рим (181 год до н. э.) Павел удостоился за свои заслуги триумфа.
Согласно Плутарху, Луций Эмилий «многократно выказывал недвусмысленное желание снова получить должность консула» и один раз выдвинул свою кандидатуру, но проиграл выборы. После этого он отказался от участия в политике, сосредоточившись на своих жреческих обязанностях и воспитании сыновей. Только в 171 году до н. э. он стал членом комиссии по расследованию вымогательств римских наместников в двух Испаниях наряду с Катоном, Публием Корнелием Сципионом Назикой и Гаем Сульпицием Галлом. Павел и Галл занимались Дальней Испанией, жители которой обвинили «в тягчайших преступлениях» Марка Матиена. Последний смог избежать обвинительного приговора, удалившись в изгнание, и ходили слухи, что виной тому была позиция следователей.

### Третья Македонская война

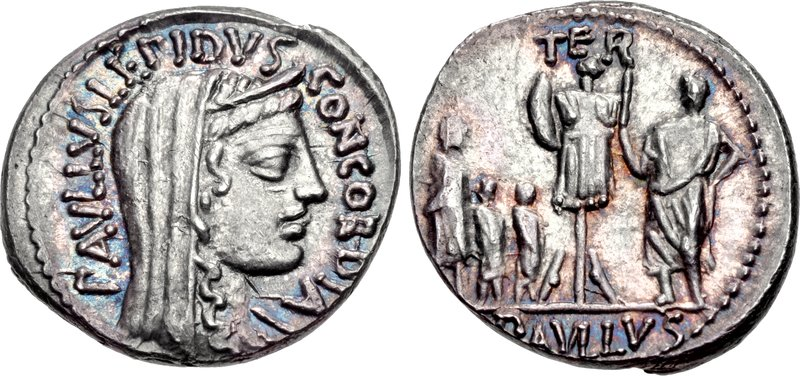
Римский денарий 62 года до н. э., на котором изображена капитуляция царя Персея

Политическая карьера Луция Эмилия возобновилась во время Третьей Македонской войны. В этом конфликте Рим долго не мог одержать победу: консулы Публий Лициний Красс, Авл Гостилий Манцин и Квинт Марций Филипп действовали нерешительно, в их армии было распространено дезертирство, а у македонского царя Персея могли появиться новые союзники. В этой ситуации римляне стремились поставить во главе армии дельного полководца, «человека благоразумного и искушённого в руководстве широкими начинаниями». Выбор пал на Луция Эмилия, который, по словам Плутарха, несмотря на свой примерно шестидесятилетний возраст, был ещё физически крепок.
Павел был избран консулом совместно с плебеем Гаем Лицинием Крассом. Его провинцией без жеребьёвки стала Македония, и он сразу сосредоточился на подготовке к решающей кампании. В начале своего консульского года Луций Эмилий переправился на Балканы и принял командование у Квинта Марция Филиппа. Ему удалось быстро улучшить дисциплину в армии, решить проблемы снабжения и перенести боевые действия на территорию противника.

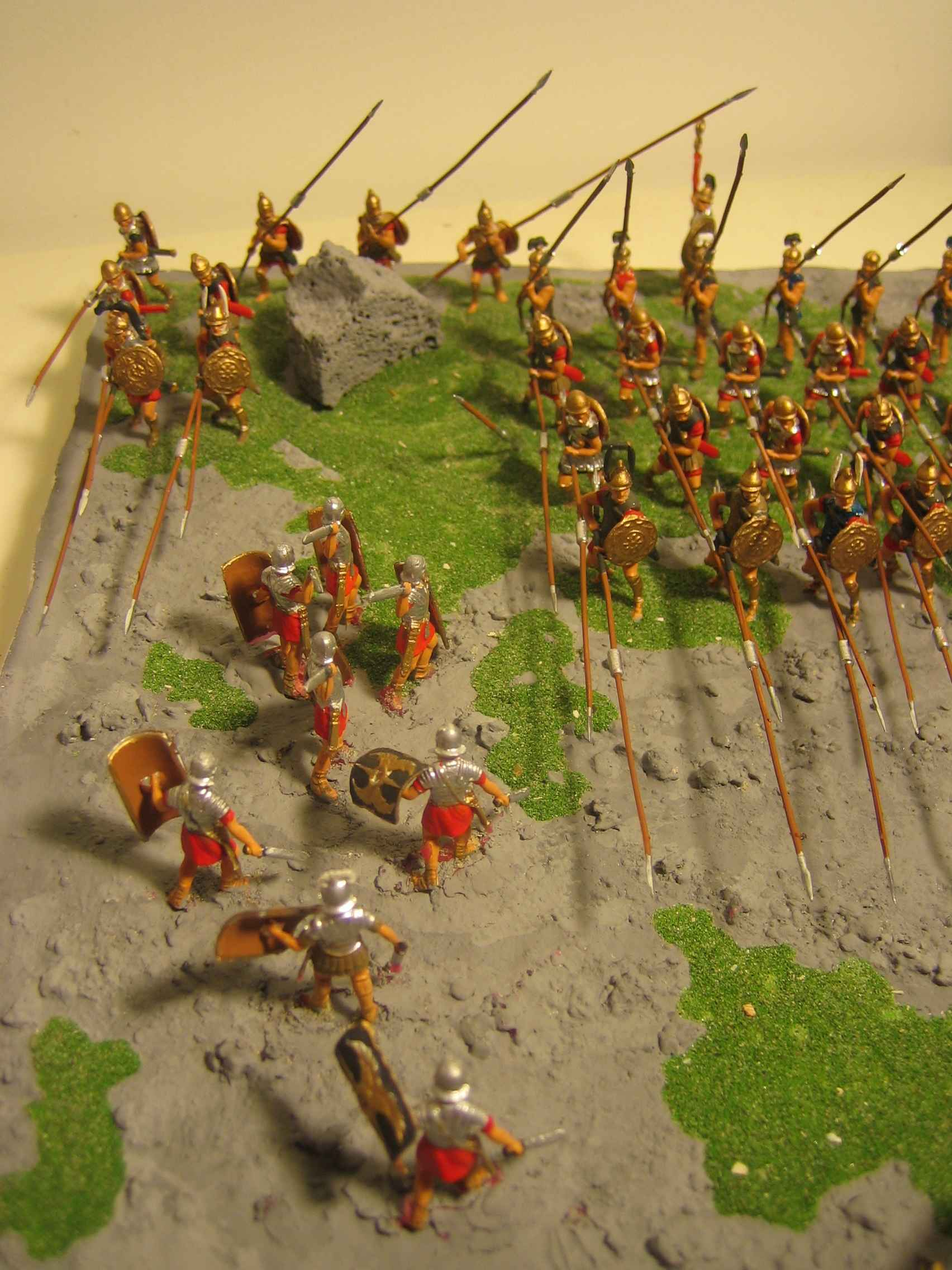
Римляне вклиниваются в разрывы фаланги

Персей преградил путь римлянам на неприступных позициях близ Олимпа; когда выяснилось, что есть один неохраняемый горный проход через Перребию, Луций Эмилий направил в тыл врагу отряд в 5 или 8 тысяч воинов под командованием своего старшего сына Квинта Фабия Максима Эмилиана и мужа племянницы Публия Корнелия Сципиона Назики Коркула. Царь, узнав об этом, отправил 12-тысячный отряд во главе с Милоном, чтобы занять перевал раньше римлян, но последние одержали победу в схватке на вершинах. Это заставило Персея отступить на равнины Македонии и здесь дать римлянам генеральное сражение у города Пидна (22 июня 168 года до н. э.). Накануне битвы произошло лунное затмение, испугавшее воинов в обеих армиях. Согласно Цицерону, римлян успокоил, объяснив им суть явления, военный трибун Гай Сульпиций Галл; по другим источникам, он даже предсказал затмение и всё объяснил войску заранее.
У македонян было превосходство в численности: 40 тысяч пехотинцев и 4 тысячи всадников против 26 тысяч римлян. Тем не менее Персей долго не начинал битву, рассчитывая, что атакующей стороной станут римляне. Луций Эмилий со своей стороны тоже выжидал. Источники сообщают, что «молодые военачальники», в числе которых был Назика Коркул, убеждали консула начать битву как можно скорее, но тот всё же отложил схватку. Наконец, вечером македонская фаланга двинулась в бой и добилась больших успехов.

Битва уже завязалась, когда появился Эмилий и увидел, что македоняне в первых линиях успели вонзить острия своих сарисс в щиты римлян и, таким образом, сделались недосягаемы для их мечей. Когда же и все прочие македоняне по условленному сигналу разом отвели щиты от плеча и, взяв копья наперевес, стойко встретили натиск римлян, ему стала понятна вся сила этого сомкнутого, грозно ощетинившегося строя; никогда в жизни не видел он ничего более страшного и потому ощутил испуг и замешательство, и нередко впоследствии вспоминал об этом зрелище и о впечатлении, которое оно оставило.
— Плутарх. Эмилий Павел, 19, 1—2.
Римляне, хотя и не обратились в бегство, оказались оттеснены к своему лагерю и к горе Олокр. «Тогда Эмилий, по словам Посидония, разорвал на себе тунику, ибо, видя, что те отступили и что фаланга, окружённая отовсюду густой щетиной сарисс, неприступна, точно лагерь, пали духом и прочие римляне». Но вскоре ситуация начала меняться: местность была неровной, и в длинном строю фаланги появились многочисленные бреши и разрывы, в которые Луций Эмилий бросил свои манипулы. Теперь римляне сражались уже не с фалангой в целом, а с отдельными её частями. В этой ситуации длинные и тяжёлые сариссы оказались бесполезны, а в рубке на мечах римские легионеры превосходили македонян. Сражение быстро превратилось в бойню, к которой присоединился подошедший к берегу римский флот. Сильная македонская конница, которая могла бы переломить ход сражения, так и не приняла участие в битве, что сделало победу римлян ещё более полной. 20 тысяч македонян были убиты, ещё 11 тысяч попали в плен. Римлян же пало, согласно Посидонию, сто человек, а согласно Назике — восемьдесят.
Персей после этого разгрома уже не думал о продолжении сопротивления. Он бежал на остров Самофракия под защиту святынь и позже сдался претору Гнею Октавию, командовавшему флотом. При встрече с Павлом Персей упал было ниц, но тот поднял его и в дальнейшем относился к царю с уважением. Пленение царя означало конец Македонского царства, но римская армия находилась в этом регионе ещё около года, пока не был установлен новый порядок.
Осенью 168 года до н. э. Луций Эмилий отправился вместе с сыном Публием в путешествие по Греции. Эта поездка имела в первую очередь политические цели: консул хотел убедиться в том, что в отдельных греческих общинах у власти находятся сторонники Рима, и предотвратить вспышки недовольства. Через Фессалию римляне добрались до Дельф. В этом городе Павел «увидел высокую, белого камня колонну, которая должна была послужить основанием для золотой статуи Персея, и распорядился воздвигнуть на ней своё собственное изображение, сказав, что побеждённые должны уступать место победителям». Потом римляне посетили Эвбею, Афины, Коринф, Сикион, города Арголиды, Спарту и Олимпию. Огромное впечатление на Павла произвела Статуя Зевса в Олимпии работы Фидия, которую он признал полностью соответствующей описанию Гомера.
В следующем году (167 до н. э.) на Балканы прибыла комиссия из 10 легатов, которая привезла Луцию Эмилию, облечённому на тот момент проконсульскими полномочиями, инструкцию о послевоенном устройстве Македонии. Этот документ, утверждённый как новый устав, был оглашён Павлом в Амфиполе. Страна делилась на четыре аристократические республики (мериды), полностью изолированные друг от друга, не имевшие собственных армий и выплачивавшие половину прежних податей Риму. Жители этих государств не могли иметь собственность в других республиках, вести торговлю с «иностранцами», вывозить строевой лес, разрабатывать серебряные и золотые рудники.
По тому же принципу были организованы три республики в Иллирии, царь которой был союзником Персея. Наиболее тяжёлой оказалась участь Эпира. Его жители дольше всех сопротивлялись Риму, и поэтому по приказу сената Луций Эмилий отдал всю страну на разграбление своим солдатам (по словам Плутарха, проконсул сделал это по приказу, но вопреки своей натуре). 150 тысяч эпиротов были проданы в рабство, 70 поселений было разрушено. При этом крупное племя молосцев было полностью порабощено и исчезло со страниц истории. Эпир был полностью опустошён и ему понадобилось целых два столетия, чтобы оправиться от этого страшного удара.

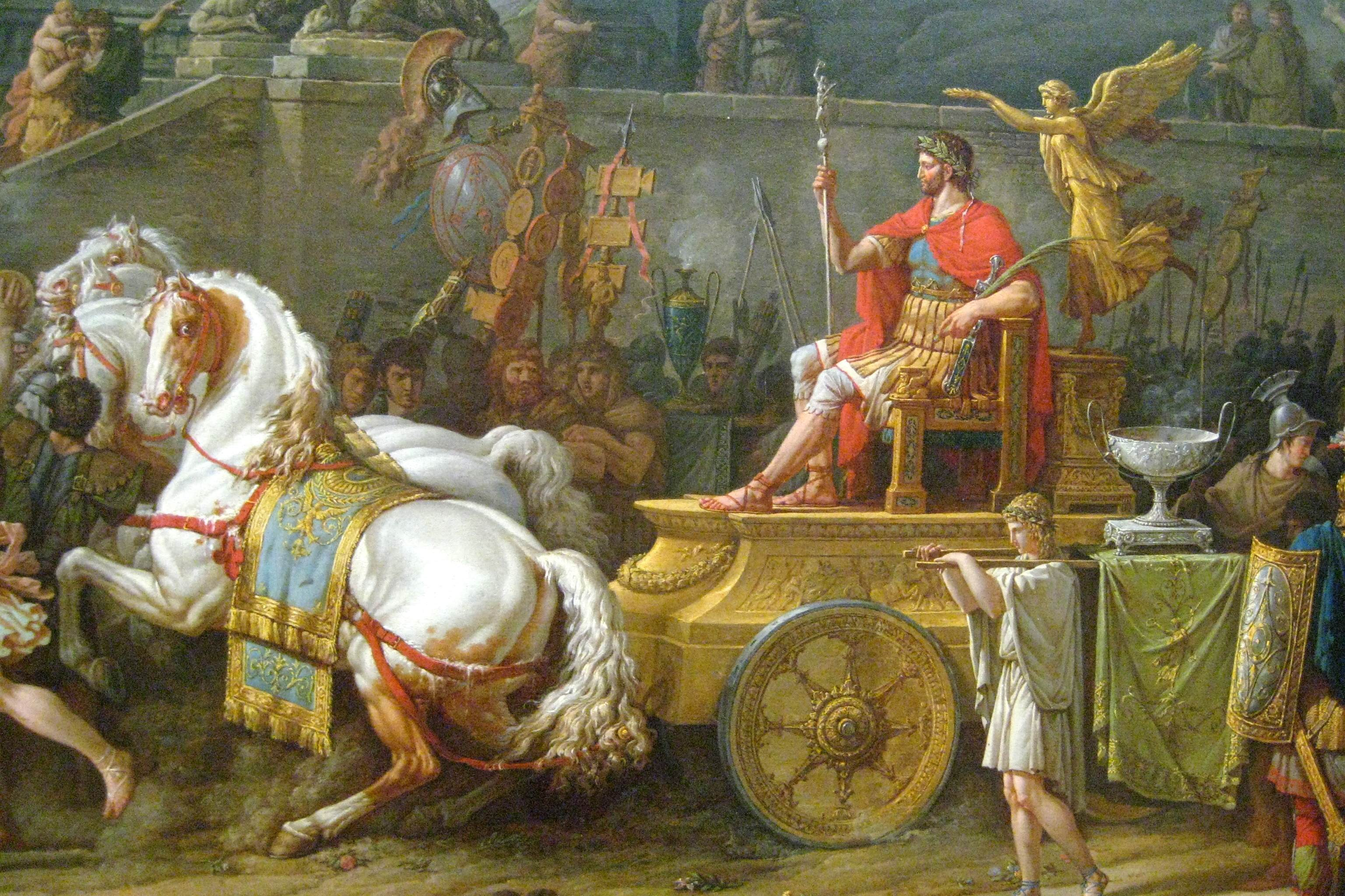
Карл Верне. «Триумф Эмилия Павла» (фрагмент) (1789)

### Поздние годы
Луций Эмилий вернулся в Италию в 167 году до н. э.; в Рим он прибыл, поднявшись по Тибру на царском корабле. Павел привёз огромную добычу, но армия тем не менее была им недовольна: царские сокровища Павел сохранил для казны, а остальное не слишком обогатило воинов. В частности, разграбление всего Эпира дало только по 11 драхм на человека. Поэтому армия не хотела поддерживать требование своего командира о триумфе. Этим воспользовался военный трибун второго легиона в армии Павла Сервий Сульпиций Гальба (возможно, он унаследовал вражду с Луцием Эмилием от отца). В народном собрании Гальба попытался оспорить право Павла на триумф. Он добился бы успеха, если бы Луция Эмилия не поддержали самые знатные сенаторы. Античные авторы называют только одно имя — Марка Сервилия Пулекса Гемина, но предположительно на стороне Луция Эмилия выступил также Марк Порций Катон Цензор, чей сын был зятем Павла. Именно тогда Катон мог произнести речь против Гальбы, упомянутую Авлом Геллием.
В конце концов право на триумф всё же было предоставлено Павлу. Из-за обилия добычи триумфальное шествие растянулось на три дня (начало сентября 167 года до н. э.). В первый день по улицам Рима провезли статуи и картины; во второй день — оружие и серебряную монету; наконец, в третий день римляне увидели золотую монету, драгоценные сосуды, золотые венки, поднесённые победителю греческими общинами, и царя Персея с семьёй. Добыча, привезённая Луцием Эмилием, была огромна. Солдатам он раздал после триумфа по сто денариев, центурионам — по двести, всадникам — по триста (до этого рекорд принадлежал Квинту Фульвию Флакку, раздавшему в 180 году до н. э. по 50 денариев). Помимо этих денег и средств, отложенных на храмовое строительство, триумфатор сдал в казну только в звонкой монете 30 миллионов денариев. Эти поступления вкупе с 600 тысячами денариев, которые Рим ежегодно получал в качестве македонской дани, позволили упразднить прямой налог с римских граждан (трибут) на 120 лет; по словам Валерия Максима, Луций Эмилий «насытил древнюю наследственную бедность» Рима. В качестве особой почести Луций Эмилий получил агномен Македонский (Macedonicus).
В 164 году до н. э. Луций Эмилий достиг вершины своей карьеры — цензуры. Эту должность он разделил с плебеем Квинтом Марцием Филиппом, преемником которого стал ранее в Македонии. Коллеги провели ценз, в ходе которого насчитали 337 тысяч 452 гражданина. В отношении сенаторов и всадников они проявили умеренность: в частности, из сената были исключены всего трое. Принцепсом в четвёртый раз стал Марк Эмилий Лепид.
Луций Эмилий умер в 160 году до н. э. Известно, что на погребальных играх, организованных его сыновьями, состоялась постановка двух пьес Теренция: «Братья» (впервые) и «Свекровь». Братья вместе оплатили погребальные игры, хотя те были даны от имени Квинта Фабия.

## Интеллектуальные занятия
В трактате «Брут» Цицерон называет Луция Эмилия в перечне ораторов, бывших ровесниками Катона Старшего. Он пишет: «Луцию Павлу, отцу Африкана, также не составляло труда поддерживать красноречием своё положение первого гражданина». Из «Сравнительных жизнеописаний» Плутарха известно, что Павел неплохо разбирался в астрономии.

## Семья
Первым браком Луций Эмилий был женат на Папирии, дочери консула 231 года до н. э. Гая Папирия Мазона; дата этого брака неизвестна. Папирия родила двух сыновей и двух дочерей. Одна из дочерей была выдана за Марка Порция Катона Лициниана (старшего сына Катона Цензора), другая — за Квинта Элия Туберона, выходца из сенаторской, но бедной семьи, отец которого был наряду с Луцием Эмилием одним из десяти легатов на Востоке.

Этих Элиев было в роду шестнадцать человек и все они совместно владели одним маленьким, тесным домиком, всех кормил один-единственный клочок земли, все жили под одной кровлей — со своими жёнами и многочисленным потомством. Там жила и дочь Эмилия, двукратного консула и дважды триумфатора, жила, не стыдясь бедности мужа, но преклоняясь перед его нравственным совершенством — причиною и источником его бедности.
— Плутарх. Эмилий Павел, 5.
Своих сыновей Луций Эмилий любил, по словам Плутарха, как ни один другой римлянин. После первого консулата, считая свою политическую карьеру законченной, Павел всецело сосредоточился на семье; он дал детям не только староримское, но и греческое образование. С Папирией он развёлся, предположительно, в свой первый консульский год (уже Плутарху были неизвестны причины развода) и тогда же вступил во второй брак, в котором родились ещё двое сыновей — первый в 181, а второй в 179 году до н. э. Упоминается в источниках и ещё одна его дочь.
Старших сыновей Луций Эмилий отдал на усыновление в другие патрицианские семьи (предположительно это произошло около 175 года до н. э.). Первый был усыновлён Квинтом Фабием Максимом (предположительно внуком Кунктатора) и получил имя Квинт Фабий Максим Эмилиан, второй стал сыном Публия Корнелия Сципиона, сына Сципиона Африканского, и получил имя Публий Корнелий Сципион Эмилиан. Таким образом Павел заключил тесные союзы с тремя знатнейшими патрицианскими родами — Фабиями, Корнелиями и Сервилиями, поскольку ещё одним приёмным сыном Квинта Фабия Максима стал родной сын Гнея Сервилия Цепиона, консула 169 года. Но в 167 году до н. э. оба младших сына Павла умерли в возрасте 14 и 12 лет соответственно: один умер за несколько дней до македонского триумфа, другой — через несколько дней после триумфа. В результате Луций Эмилий стал последним представителем ветви Павлов; к усыновлению как последнему средству продления рода он по неизвестной причине прибегать не стал.
Своё состояние Павел разделил в завещании поровну между двумя оставшимися сыновьями — по шестьдесят талантов на каждого. Известно, что Сципион Эмилиан отказался от своей долю в пользу Максима Эмилиана, чтобы тот мог сравняться с ним в богатстве.
Внуками Луция Эмилия были Квинт Фабий Максим Аллоброгик (консул 122 года до н. э.), Марк и Гай Порции Катоны (консулы 118 и 114 годов), Квинт Элий Туберон (народный трибун и известный в Риме стоик).

## Оценки личности и деятельности
В источниках Луций Эмилий получил высокие оценки. У него была репутация безукоризненно честного человека. Будучи настоящим аристократом и приверженцем староримских ценностей, Павел никогда не заискивал перед народом, был суров с солдатами, проявлял сдержанность даже в горе (когда хоронил сыновей). Он привёз огромную добычу с Балкан, но при этом оставил наследникам очень скромное состояние; по выражению Цицерона, «к себе в дом он не привёз ничего, кроме вечной памяти о своём имени». Из царского имущества Павел взял себе только библиотеку.
Гай Веллей Патеркул называет Луция Эмилия человеком, «достойным той похвалы, какой заслуживает сама доблесть». Плутарх в своих «Сравнительных жизнеописаниях» сделал биографию Луция Эмилия парной с биографией Тимолеонта. Греческий историк пишет, что эти полководцы были схожи своими «образом мыслей» и «счастливой судьбой»: оба были неизменно удачливы на войне и свергли «тиранических» правителей (к тиранам здесь причисляются и македонские цари). Кроме того, и Павла, и Тимолеонта отличала безупречная нравственность.
Немецкий антиковед Э. Клебс пишет, что в личности Луция Эмилия староримские добродетели были облагорожены эллинским образованием. Павел был суров, когда того требовала его должность, но в частной жизни он придерживался эллинской гуманности. С точки зрения Э. Флэга, деятельность Павла Македонского является характерным примером «несчастливой семейной стратегии»: из четырёх сыновей Луция Эмилия умерли подростками именно те двое, которых он оставил в своей семье; один из его зятьёв умер молодым, пройдя cursus honorum только до претуры, а другой вообще не смог сделать политическую карьеру.
Победа, одержанная Луцием Эмилием над Македонией, имела огромные последствия: было уничтожено последнее сильное государство на территории Балканского полуострова, что имело решающее значение для завоевания Римом всего греческого Востока. В то же время эта победа показала силу «сципионовской партии», выступавшей против территориальных захватов: Македония была аннексирована только после следующей войны. В битве при Пидне стало полностью очевидным преимущество манипулярной военной системы перед фалангой. Существует мнение, что личный вклад Луция Эмилия в победу в Третьей Македонской войне минимален: если бы он прибыл на Балканы немного позже, царя Персея все равно разгромил бы Квинт Марций Филипп.